# Louis Gaussen
François Samuel Robert Louis Gaussen, född den 25 augusti 1790 i Genève, död där den 16 juni 1863, var en schweizisk reformert teolog.

## Biografi
Gaussen blev 1816 pastor i Satigny i kantonen Genève och deltog ivrigt i den väckelse, som vid tiden inleddes i kantonen, och vars anhängare kallades mômiers. Dock bröt han aldrig med statskyrkan. Till följd av upprepade konflikter med sina rationalistiskt sinnade förmän blev Gaussen, som själv tillhörde den strängaste reformerta ortodoxin, 1832 avsatt från kyrkoherdesysslan. Från 1834 och fram till sin död verkade han som professor vid en av honom och Merle d'Aubigné stiftad fri teologisk fakultet i Genève. Sitt teologiska arbete koncentrerades framför allt kring läran om Skriftens auktoritet. I Nordisk familjebok står det: "Han framträder där såsom en af de siste verkligt betydande förfäktarna af läran om bibelns verbalinspiration i dess strängaste form. Hans mest bekanta arbete, Le canon des Saintes Écritures sous le double point de vue de la science et de la foi (2 bd, 1860) torde vara ett af de mest glänsande försvar för denna ståndpunkt, som någonsin gifvits."